# Киргиз-Мияки (река)
Кирги́з-Мияки́ (баш. Ҡырғыҙ-Миәкә) — река в России, протекает в Миякинском районе Башкортостана. Устье реки находится в 11 км по левому берегу реки Мияки.

## География и гидрология
У истоков реки расположена одноимённое село Киргиз-Мияки. Длина реки составляет 25 км.
От истоку к устью на реке расположены населённые пункты: Ерлыково, Киргиз-Мияки, Кызыл-Чишма, Суккул-Михайловка, Андреевка, Зириклы, Кекен-Васильевка, Алексеевка.
В реку впадают: Мияки, Булат, Чишма, Кармалы, Усурга, Туяш, Кекен.

## Данные водного реестра
По данным государственного водного реестра России относится к Камскому бассейновому округу, водохозяйственный участок реки — Дёма от истока до водомерного поста у деревни Бочкарёвка, речной подбассейн реки — Белая. Речной бассейн реки — Кама.
Код объекта в государственном водном реестре — 10010201312111100024762.

## Топографические карты
- Лист карты N-40-86 Киргиз-Мияки. Масштаб: 1 : 100 000. Состояние местности на 1991 год. Издание 1994 г. — исток
- Лист карты N-40-74 Шафраново. Масштаб: 1 : 100 000. Состояние местности на 1991 год. Издание 1994 г. — устье